# Вісловець
Вісловець (пол. Wisłowiec) — село в Польщі, у гміні Старе Замостя Замойського повіту Люблінського воєводства.
Населення — 259 осіб (2011).
У 1975-1998 роках село належало до Замойського воєводства.

## Демографія
Демографічна структура станом на 31 березня 2011 року:
|          | Загалом | Допрацездатний вік | Працездатний вік | Постпрацездатний вік |
| -------- | ------- | ------------------ | ---------------- | -------------------- |
| Чоловіки | 125     | 31                 | 79               | 15                   |
| Жінки    | 134     | 35                 | 66               | 33                   |
| Разом    | 259     | 66                 | 145              | 48                   |